# Divisão N.º 10 (Saskatchewan)
A Divisão N.º 10 é uma das dezoito divisões do censo da província canadense de Saskatchewan, conforme definido pela Statistics Canada. A região está localizada na parte Centro-Leste da província. A comunidade mais populosa desta divisão é Wynyard.
De acordo com o censo populacional de 2006, 17 mil pessoas moram nesta divisão. A região tem uma área de 12220 km2.